# Afgekia
Afgekia – rodzaj roślin z rodziny bobowatych (Fabaceae). Obejmuje 3 gatunki występujące w południowych Chinach, w Mjanmie i Tajlandii. Nazwa naukowa rodzaju jest akronimem od imion i nazwiska irlandzkiego lekarza i badacza flory tajlandzkiej – Arthura Francisa George'a Kerra. 

## Systematyka
Pozycja według APweb (aktualizowany system APG III z 2009)
Jeden z rodzajów plemienia Millettieae z podrodziny bobowatych właściwych (Faboideae) z rodziny bobowatych (Fabaceae) należącej do rzędu bobowców (Fabales) reprezentującego dwuliścienne właściwe.
Wykaz gatunków
- Afgekia filipes (Dunn) R.Geesink
- Afgekia mahidolae B.L.Burtt & Chermsir.
- Afgekia sericea Craib